# Эскадренные миноносцы типа «Атаго»
Эскадренные миноносцы типа «Атаго» (яп. あたご型護衛艦 атаго-ката-гоэйкан, по имени горы Атаго) — тип современных эскадренных миноносцев с управляемым ракетным оружием, состоящий на вооружении Морских Сил Самообороны Японии. Эсминцы типа «Атаго» являются дальнейшим развитием эскадренных миноносцев типа «Конго» (в свою очередь аналога американских эсминцев УРО типа «Арли Бёрк»).
Оснащён боевой информационно-управляющей системой «Иджис».
Всего на судоверфи компании «Мицубиси» в г. Нагасаки построено 2 корабля этого типа: «Атаго» и «Асигара». Интересно отметить, что, в отличие от большинства предыдущих типов эсминцев ВМС Японии, унаследовавших свои имена у эсминцев Второй Мировой, эти корабли названы «крейсерскими» именами.

## Конструкция
В 2000 году Японское оборонное агентство включило в пятилетний бюджет ассигнования ещё на два корабля системы «Иджис» (четыре корабля типа «Конго» были профинансированы ранее).
«Атаго» представляет собой усовершенствованную и увеличенную модификацию эсминцев типа «Конго». Особенностями корабля является улучшенная обитаемость и более гибкие боевые возможности. Наиболее существенным изменением является стационарный ангар для вертолёта SH-60K. Корабли типа «Конго» («Арли Бёрк» модификация I) были оснащёны только вертолётной площадкой без оборудования поддержки.
Чтобы улучшить возможности «Атаго» в качестве центра управления, в его надстройку по сравнению с эсминцами «Арли Бёрк» модификации IIA было добавлено два дополнительных уровня, из-за чего его полное водоизмещение увеличилось до 10 тыс. тонн (впервые для основного боевого корабля послевоенной Японии). Длина ствола артиллерийской установки была увеличена с 54 до 62 калибров с усиленным пороховым зарядом, который обеспечивал дальность стрельбы до 38 км. Как и на других японских кораблях, являющихся модификациями американских кораблей, противокорабельные ракеты «Гарпун» (которые первоначально стояли на эсминцах «Конго») заменены на ракеты Type 90 (SSM-1B) японского производства.
Япония также приобрела производственные лицензии на оружие, используемое на кораблях типа «Конго». Производство и сборка этого оружия осуществляется  фирмой Japan Steel Works.
В качестве системы управления огнём для «Атаго» используется система «Иджис» Baseline 7 phase 1, в которой используются как американские, так и японские компоненты (на кораблях типа «Конго» установлена система «Иджис» Baseline 4 и 5). «Атаго» использует новую мачту с улучшенными стелс-характеристиками, которая была сконструирована в Японии. Используется также новая дымовая труба и другие элементы, снижающие заметность корабля.
Корабли типа «Атаго» оснащены следующим вооружением:
- До 8 противокорабельных ракет Type 90 (SSM-1B) японского производства (аналог ракеты «Гарпун»);
- Установка вертикального пуска Mk41 (96 ячеек, 64 в носовой части, 32 ячейки на корме) для ракет:
  - ЗУР «Стандарт» RIM-66;
  - ПЛУР VLA RUM-139;
- Две 20-мм скорострельных зенитных артустановки Mark 15 «Фаланкс»;
- Два трёхтрубных торпедных аппарата;
- 127-мм/62 артустановка в башне с элементами стелс производства Japan Steel Works по американской лицензии.

В соответствии с японской конституцией «Атаго» в данный момент не несёт крылатые ракеты «Томагавк», однако теоретически возможно их размещение, по крайней мере противокорабельной версии.
После принятия на вооружение кораблей типа «Атаго» два корабля типа «Тахикадзе» («Тахикадзе» и «Асакадзе») были выведены из состава флота.

## Список кораблей
| Название  | Бортовой номер | Заложен    | Спущен     | В строю    | Порт приписки |
| --------- | -------------- | ---------- | ---------- | ---------- | ------------- |
| «Атаго»   | DDG-177        | 05.04.2004 | 24.08.2005 | 15.03.2007 | Майдзуру      |
| «Асигара» | DDG-178        | 06.04.2005 | 30.08.2006 | 13.03.2008 | Сасебо        |

## История службы
19 февраля 2008 года «Атаго» столкнулся с рыболовным судном «Сэйтоку-мару» (Seitoku Maru) водоизмещением 7 т в районе полуострова Босо, примерно в 125 км южнее Токио. Рыболовное судно разломилось на две части и затонуло. Два человека пропало без вести.
В результате расследования было установлено, что «вахту на мостике корабля из-за дождя никто не нёс, и нет никаких признаков того, что ночная смена экипажа „Атаго“ распознала приближение судна по радарам».
Данный инцидент стал одной из причин снятия с должности начальника штаба Морскими силами самообороны Японии адмирала Эйдзи Иосикавы.
14 сентября 2008 года «Атаго» в районе островов Сикоку и Кюсю обнаружил неизвестный подводный объект и поддерживал контакт с ним несколько часов. Не было установлено, являлся ли этот объект иностранной подводной лодкой. Высказывалось предположение, что это мог быть кит.